# 黒澤光司
黒澤 光司（くろさわ こうじ、1981年7月17日 - ）は、日本の俳優、モデル。アクロス エンタテインメント所属。

## 出演

### 映画
- 妖怪大戦争 ガーディアンズ（2021年8月13日、東宝 / KADOKAWA） - 黒光鬼 役

### テレビドラマ
- 大河ドラマ 鎌倉殿の13人（2022年、NHK） - 長狭常伴 役